# کنستانتین باکان
کنستانتین باکان (روسی: Константин Бакун؛ زادهٔ ۱۵ مارس ۱۹۸۵) بازیکن والیبال اهل اوکراین و عضو تیم ملی والیبال روسیه است.